# Claudius Andreæ
Claudius Andreæ, född 1585 i Östra Eneby församling, död 1635 i Östra Eneby församling, var en svensk präst.

## Biografi
Andreæ föddes 1585 i Östra Eneby församling. Han var son till kyrkoherden Andreas Claudii och Anna Rasmusdotter i Kimstads församling. Han blev 1605 student vid Uppsala universitet och prästvigdes 22 december 1609 till adjunkt i Östra Eneby församling. Andreæ blev 1615 kyrkoherde i Östra Eneby församling och avled där 1635.

### Familj
Andreæ var gift med en till namnet okänd kvinna. De fick tillsammans barnen kyrkoherde Andreas Enærus i Normlösa församling, studenten Johan Een (född 1617), studenten Daniel Ehn (född 1622) och brukspredikanten Petrus Enærus på Gusums bruk.